# شمشاد
شِمشاد (نام علمی: Buxus) یکی از درختان همیشه سبز است که چوب سخت آن در صنعت استفاده می‌شود. شمشاد معمولاً در مناطق مرطوب کاشته نمی‌شود ولی فقط توسط باران تغذیه می‌شود. جنگل‌های انبوهی از شمشاد در کنار سواحل شنی ایجاد می‌کنند تا از پراکندگی شن‌ها جلوگیری نمایند. شمشاد یکی از درختان ممنوع‌القطع می‌باشد و از گونه‌های گیاهی در حال انقراض است. شمشاد در طول یک سال فقط یک میلیمتر به قطرش اضافه می‌شود. از چوب شمشاد به دلیل چوب بسیار فشرده‌ای که دارد، در ساخت سه تار و آلات موسیقی دیگر استفاده می‌شود.
در زبان تالشی به شمشاد کیش گفته می شود.وجود این درخت در بیشتر مناطق جنگلی برای مردم منطقه،حس مقدس بودن مکان را یادآوری میکند وبه احتمال زیاد محل یک گورستان یا زیارتگاه می باشد.مردم منطقه به راحتی این درخت را قطع نمی کنند.البته این مساله ربطی به گورستان های مسلمان وغیر مسلمان ندارد.
در ایران یک جنس با یک گونه به نام شمشاد خزری (Buaxus hyrcana) به صورت بومی وجود دارد، که درختچه‌ای است همیشه‌سبز و توده‌ای از آن در پارک سی‌سنگان بین علمده و نوشهر وجود دارد. البته در اغلب مناطق جنگلی شمال دیده می‌شود و گاهی از شاخه بریده آن در گل‌فروشی‌ها استفاده می‌شود.

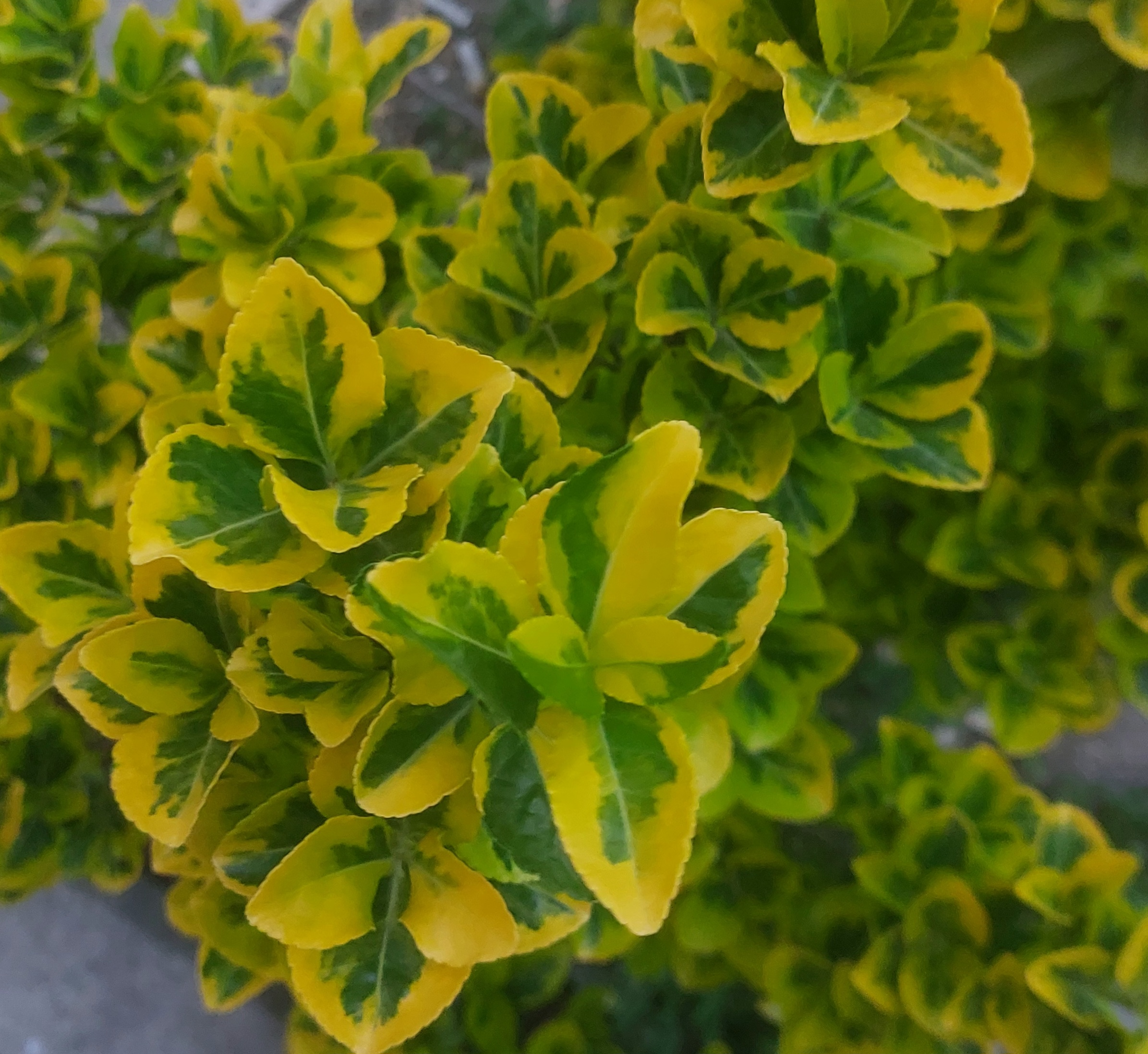
شمشاد ابلق

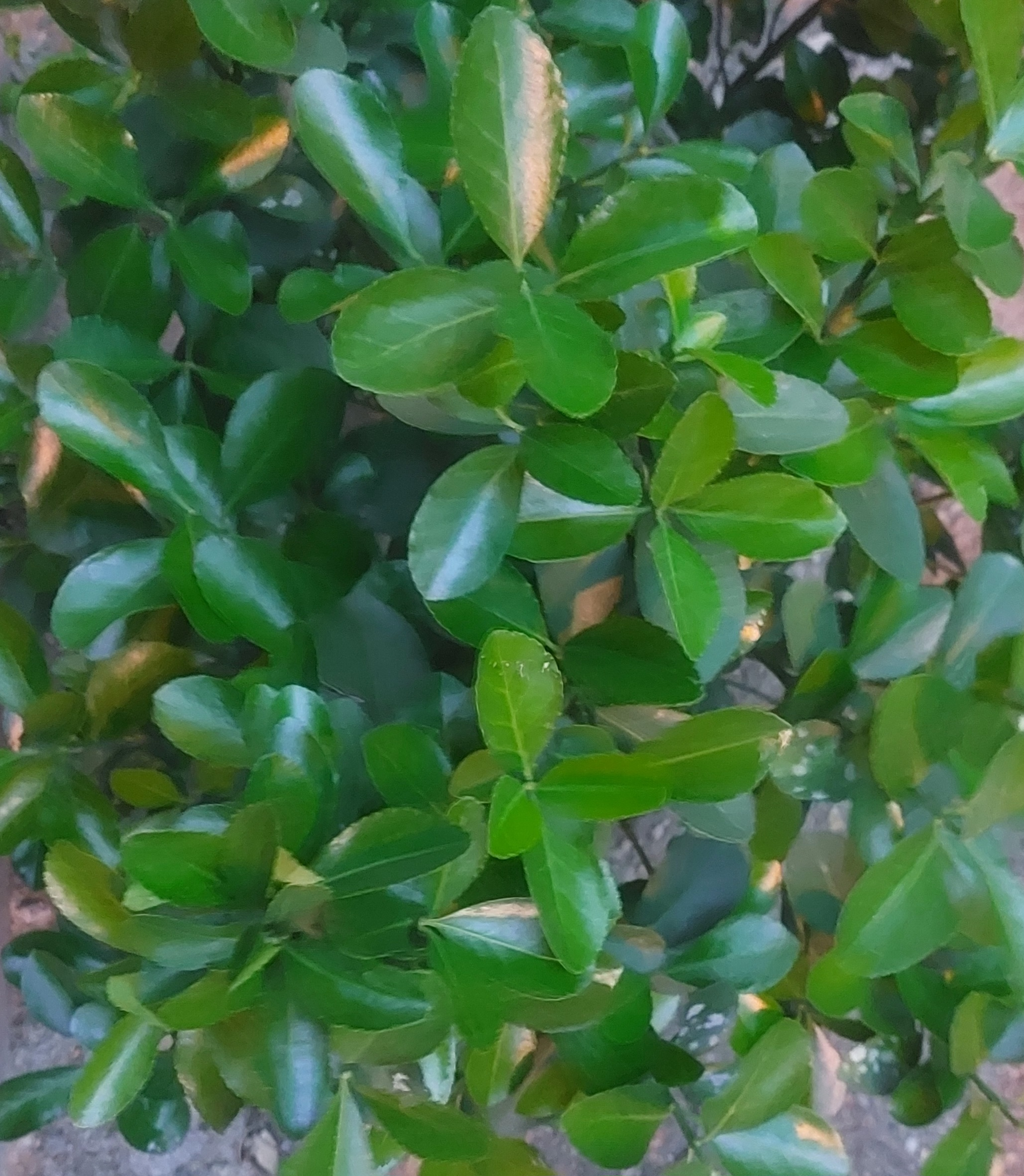
شمشاد سبز

بیماری های گیاه شمشاد
زردی برگها و افتادن آنها
پوسیدگی ریشه
برگهای لکه دار و قهوه ای 
قارچ سفید
نماتدها
سرطان دهان ولوتلا
کنه عنکبوتی

## گونه‌ها

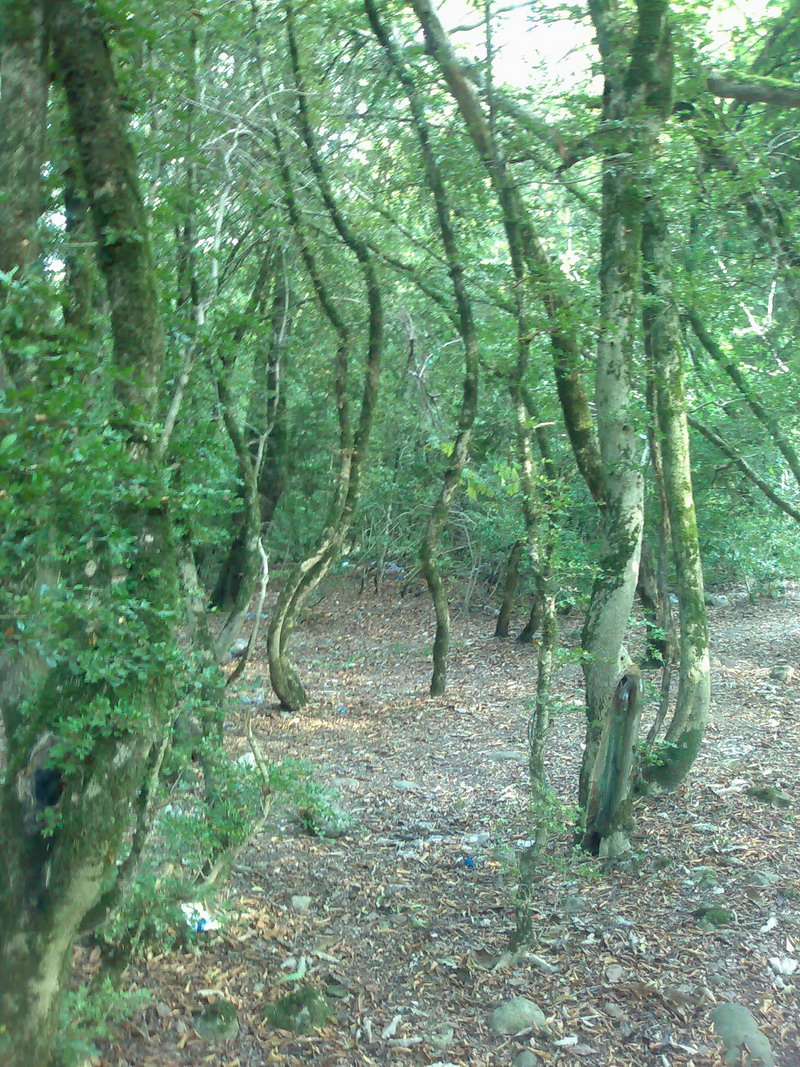
درخت شمشاد

- بوکسس کاچیکا Buxus colchica
- شمشاد جنگلی Buxus sempervirens
- Buxus acuminata
- Buxus acunae
- Buxus aneura
- Buxus arborea
- Buxus austroyunnanensis
- Buxus bahamensis
- Buxus balearica
- Buxus baracoensis
- Buxus bartlettii
- Buxus benguellensis
- Buxus bissei
- Buxus bodinieri
- Buxus braimbridgeorum
- Buxus brevipes
- Buxus calcarea
- Buxus capuronii
- Buxus cephalantha
- Buxus chaoanensis
- Buxus cipolinica
- Buxus citrifolia
- Buxus cochinchinensis
- Buxus conzattii
- Buxus crassifolia
- Buxus cristalensis
- Buxus cubana
- Buxus ekmanii
- Buxus excisa
- Buxus flaviramea
- Buxus foliosa
- Buxus glomerata
- Buxus gonoclada
- Buxus hainanensis
- Buxus harlandii
- Buxus hebecarpa
- Buxus henryi
- Buxus heterophylla
- Buxus hildebrandtii
- Buxus historica
- Buxus holttumiana
- Buxus humbertii
- Buxus ichangensis
- Buxus imbricata
- Buxus itremoensis
- Buxus jaucoensis
- Buxus koehleri
- Buxus laevigata
- Buxus lancifolia
- Buxus latistyla
- Buxus leivae
- Buxus linearifolia
- Buxus lisowskii
- Buxus liukiuensis
- Buxus loheri
- Buxus macrocarpa
- Buxus macrophylla
- Buxus malayana
- Buxus marginalis
- Buxus megistophylla
- Buxus mexicana
- Buxus microphylla
- Buxus moana
- Buxus moctezumae
- Buxus mollicula
- Buxus monticola
- Buxus moratii
- Buxus muelleriana
- Buxus myrica
- Buxus nipensis
- Buxus obovata
- Buxus olivacea
- Buxus pachyphylla
- Buxus papillosa
- Buxus pilosula
- Buxus portoricensis
- Buxus pseudaneura
- Buxus pubescens
- Buxus pubifolia
- Buxus pubiramea
- Buxus pulchella
- Buxus rabenantoandroi
- Buxus retusa
- Buxus revoluta
- Buxus rheedioides
- Buxus rivularis
- Buxus rolfei
- Buxus rotundifolia
- Buxus rugulosa
- Buxus rupicola
- Buxus sclerophylla
- Buxus serpentinicola
- Buxus shaferi
- Buxus sinica
- Buxus stenophylla
- Buxus subcolumnaris
- Buxus triptera
- Buxus vaccinioides
- Buxus vahlii
- Buxus wallichiana
- Buxus wrightii
- Buxus yunquensis